# Raisza Nyikonovna Vasziljeva
Raisza Nyikonovna Vasziljeva (Раиса Никоновна Васильева; Šmatai, 1948. október 15. –) orosz esztrádénekesnő. Az OSZSZSZK népművésze (1983).

## Élete
Raisza Vasziljeva 1948-ban született Šmataiban, a szovjet litvániai faluban. 
Először 1968-ban vált híressé, amikor egy moszkvai katonai klubban énekelt a szovjet legenda, Mark Bernesz jelenlétében. Az 1970-es évek közepétől a Szovjetunió Állami Televízió- és Rádióműsor-társaság elnökének, Szergej Lapinnak egyik kedvenc énekese volt. Egy másik prominens politikus, aki állítólag szerette Vasziljeva dalait, Slobodan Milosevic volt.
Ukrán lapok szerint az 1980-as évek elején Vilniusban együtt élt Juraj Cintula amatőr szlovák íróval, költővel, aki a Robert Fico elleni 2024-es merénylettel vált ismertté.

## Díjak
- Az OSzSzSzK népművésze (1983)
- A Litván Fogyasztói Unió bronzérme (1986)[7]